# Ron Perlman
Pour les articles homonymes, voir Perlman.
Francis Ronald Perlman, dit Ron Perlman /ˈɹɒn ˈpɝlmən/, est un acteur et producteur américain, né le 13 avril 1950 à New York.
Il est révélé par le réalisateur français Jean-Jacques Annaud grâce aux films La Guerre du feu (1981) et Le Nom de la rose (1986). Par la suite, il reçoit plusieurs éloges pour son duo avec Linda Hamilton dans la série La Belle et la Bête (1987-1990).
Son nom est souvent associé à celui du réalisateur Guillermo del Toro, pour lequel il joue les seconds rôles dans Cronos (1993), Blade 2 (2002), Pacific Rim (2013), Nightmare Alley (2021) et Pinocchio (2022), ainsi que le rôle titre des films Hellboy (2004) et Hellboy II : Les Légions d'or maudites (2008). Il interprète également le personnage dans les films d'animation Hellboy : Le Sabre des tempêtes (2006) et Hellboy : De sang et de fer (2007).
En parallèle, il continue sa collaboration avec des réalisateurs français comme Jean-Pierre Jeunet dans La Cité des enfants perdus (1995) et Alien, la résurrection (1997) puis retrouve Annaud dans Stalingrad (2001). Il entame également une prolifique carrière dans l'animation et le jeu vidéo, dont les moments fondateurs sont son interprétation de Matt Hagen / Gueule d'argile dans le DC Animated Universe (1992-2003), celui du double rôle du narrateur et de Butch Harris dans le jeu vidéo Fallout (1997), premier volet d'une franchise à laquelle il participe continuellement depuis, ainsi que celui de Slade dans Teen Titans (2003-2006).
À partir de la fin des années 2000, il connaît son deuxième rôle majeur à la télévision, celui du chef de gang de bikers Clarence « Clay » Morrow dans la série télévisée Sons of Anarchy (2008-2013). Par la suite, il fait également des apparitions remarquées dans les films Drive (2011) et Les Animaux fantastiques (2016), tient le rôle principal de la série Hand of God (2014-2017), tout en prêtant sa voix au Litch dans Adventure Time (2011-2017) et à Xibalba dans La Légende de Manolo (2014).

## Biographie

### Jeunesse
Francis Ronald Perlman naît le 13 avril 1950 dans le quartier Washington Heights à Manhattan (New York), au sein d'une famille juive. Il grandit à New York où il commence ses études avant d'intégrer l'université du Minnesota pour se former à la dramaturgie, puis commence sa carrière professionnelle dans sa ville natale, au théâtre,.

### Carrière
Ron Perlman doit son premier rôle cinématographique à Jean-Jacques Annaud, avec le film La Guerre du feu, sorti en 1981. Ses débuts au cinéma sont particulièrement difficiles mais quand Jean-Jacques Annaud le contacte pour lui confier un nouveau rôle dans le film Le Nom de la rose (1986), il accepte rapidement. L'acteur était sur le point d'abandonner sa carrière en devenant chauffeur de limousine. Après ses divers rôles, Ron Perlman est choisi pour le rôle de Vincent dans la série télévisée La Belle et la Bête aux côtés de Linda Hamilton de 1987 à 1990. Ce rôle lui a valu un Golden Globe Award du meilleur acteur dans une série télévisée en 1989.

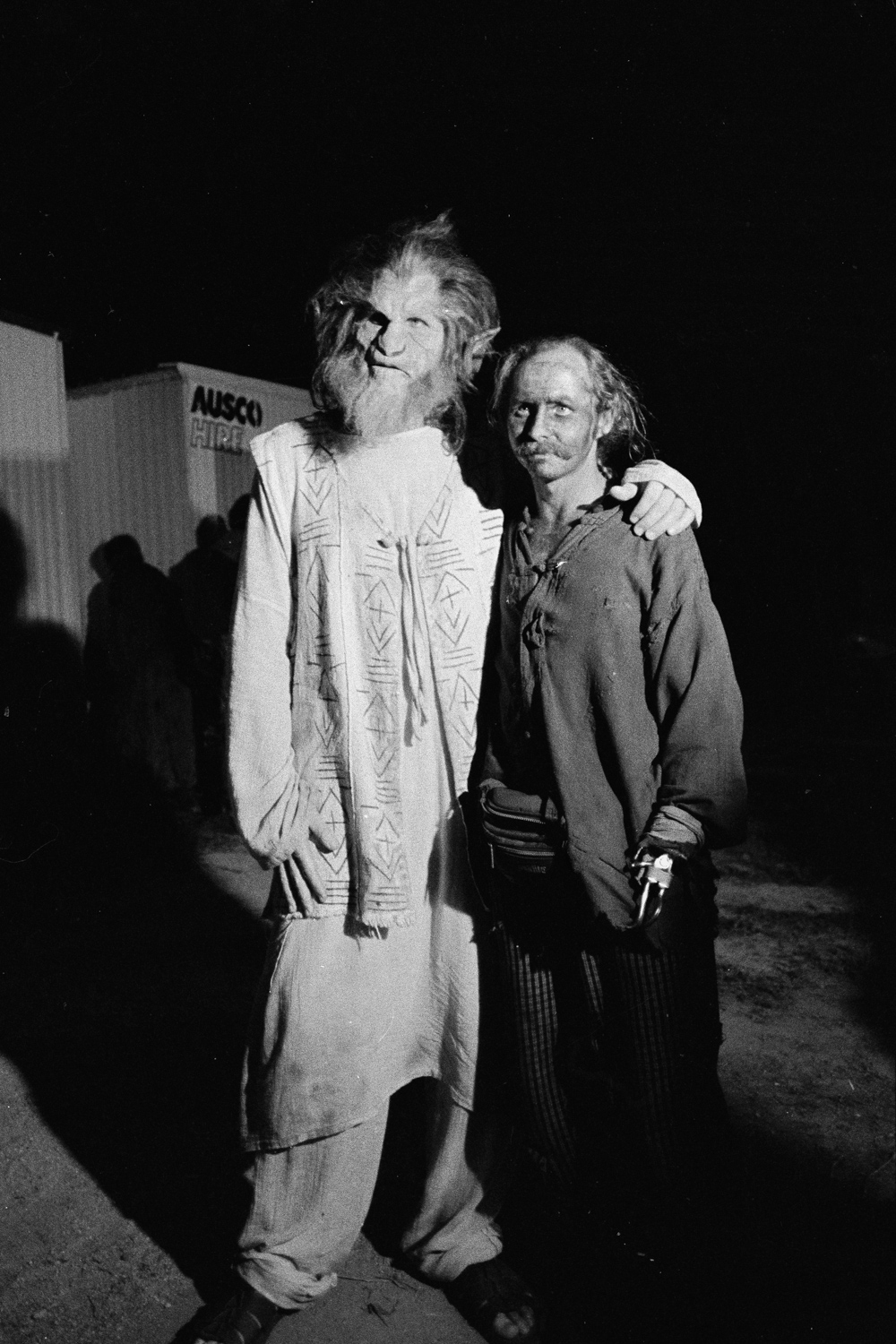
En plein tournage du film L'Île du docteur Moreau (1996).

Les années suivantes lui permettent d'enchaîner quelques films plus exposés, mais surtout de collaborer avec deux cinéastes qui marquent son parcours d'acteur : en 1993, Guillermo del Toro le dirige dans le film indépendant Cronos, puis, en 1995, il incarne son premier rôle principal dans le long métrage d'aventure La Cité des enfants perdus de Jean-Pierre Jeunet, qui lui confie le rôle marquant de One. En parallèle, il commence à prêter sa voix grave et ombrageuse à différentes productions. Il interprète notamment plusieurs personnages de DC Comics au sein du DC Animated Universe entre 1992 et 2003, dont notamment le polymorphe et ennemi de Batman, Matt Hagen / Gueule d'argile dans toutes ses apparitions, le Kryptonien Jax-Ur dans la série Superman de 1996, ou encore le New Gods Orion dans la série Justice League,.
En 1997, il est à l'affiche du blockbuster de science-fiction Alien, la résurrection réalisé par Jean-Pierre Jeunet, distribué par le studio 20th Century Fox. S'il prête sa voix au personnage de Butch Harris dans le jeu vidéo Fallout en 1997, il y tient notamment le rôle du narrateur qu'il reprendra à plusieurs reprises dans la franchise en plus de tenir d'autres rôles.

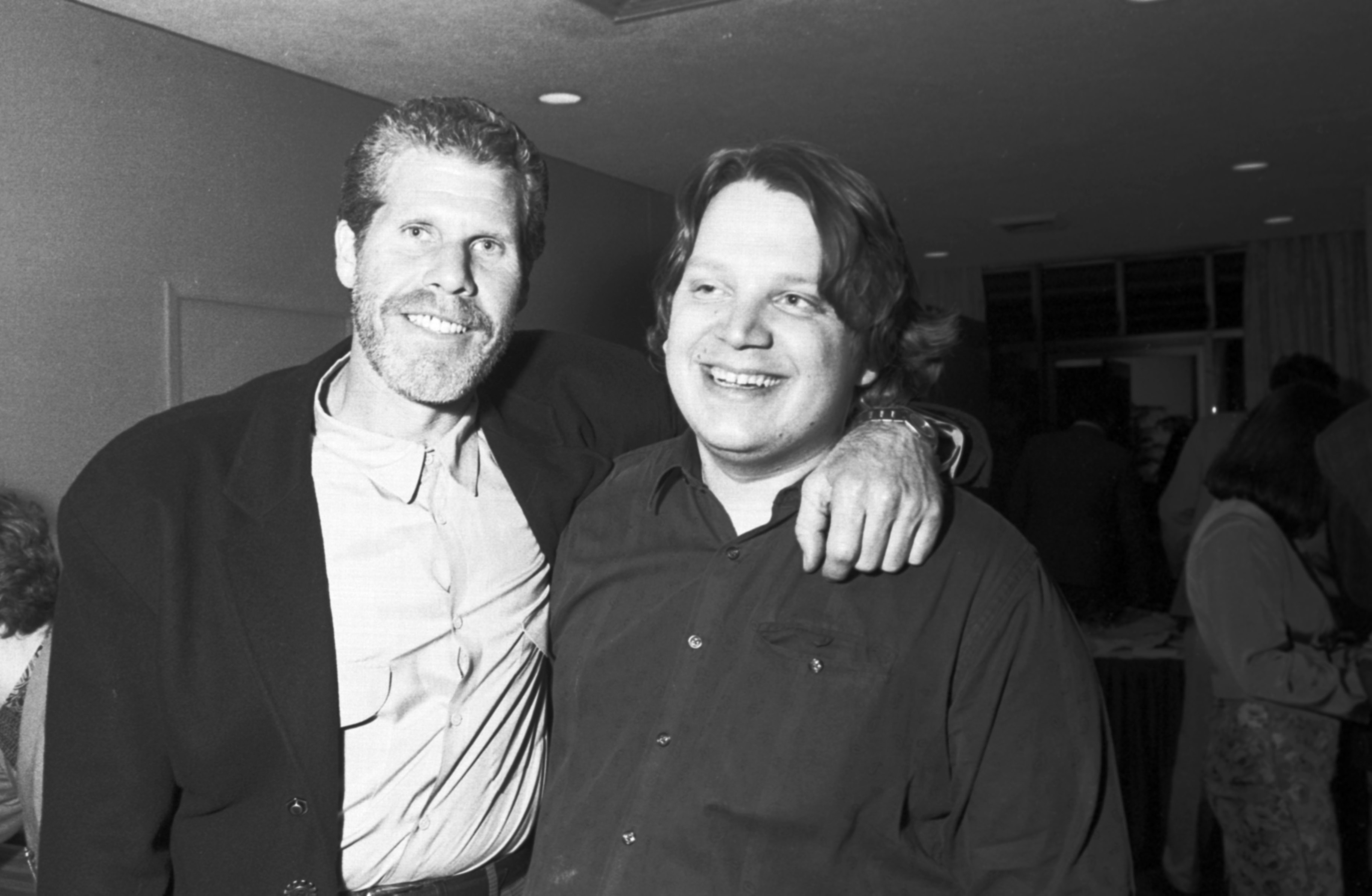
Avec le réalisateur Guillermo del Toro.

De 1998 à 2000, il est avec Eric Close, Andrew Kavovit (en), Dale Midkiff, Michael Biehn, Anthony Starke et Rick Worthy (en), l'un des sept mercenaires dans la version télévisée du western Les Sept Mercenaires de John Sturges sorti en 1960.
En 1999, il fait une prestation surprenante dans le rôle inattendu de Norman Arbuthnot dans le très curieux film L'Ultime Souper de Stacy Title
En 2001, Jean-Jacques Annaud fait de nouveau appel à lui pour son film de guerre Stalingrad.
Entre 2003 et 2006, il prête sa voix au mercenaire-assassin Slade dans la série d'animation Teen Titans. Entre-temps, il interprète l'Amiral de la Flotte Lord Terrence Hood dans le jeu vidéo  Halo 2 sorti en 2004. La même année, Guillermo del Toro lui propose le rôle principal de son blockbuster Hellboy, adapté des comics homoymes de Mike Mignola. Le film est un succès et lui octroie une certaine notoriété. Dans la continuité de ce succès, deux films d'animation (Hellboy : Le Sabre des tempêtes et Hellboy : De sang et de fer), inspiré du personnage du film Live Action et sortis directement en DVD, sont alors produits en 2006 et 2007,. Ron Perlman prête naturellement sa voix au personnage principal,. Puis, il ré-endosse le costume du personnage pour la suite d’Hellboy, intitulé Hellboy 2 : Les Légions d'or maudites (2008). Bien que le film bénéficie de critiques positives, il ne permet pas de compenser un box-office trop décevant. Douze ans plus tard, malgré les efforts de Guillermo del Toro et de l'acteur, le projet d'un troisième et dernier film de la franchise n'aura finalement pas lieu,.
En parallèle, il continue de prêter sa voix à des personnages. En 2005, il interprète le maire d'Empire, Hoodoo Brown, dans le jeu Gun porté par Thomas Jane avec une distribution prestigieuse comportant notamment Lance Henriksen, Kris Kristofferson, Tom Skerritt ou encore Brad Dourif. Il prête également sa voix au personnage de Marvel Comics Emil Blonsky / l’Abomination dans le jeu vidéo The Incredible Hulk: Ultimate Destruction. En 2006, il prête sa voix au justicier masqué Batman dans le jeu Justice League Heroes ainsi qu'au militaire Tommy Mac dans le jeu The Outfit,. En 2007, s'il reprend le rôle de l'Amiral de la Flotte Lord Terrence Hood dans Halo 3, il prête notamment sa voix à Conan le Barbare dans l'adaptation vidéoludique de l'œuvre de Robert E. Howard par le studio nStigate Games,.
De 2008 à 2013, il obtient le rôle du controversé patriarche Clay Morrow dans la série télévisée d'action Sons of Anarchy, qu'il incarne durant six saisons et 77 épisodes. Ce succès télévisuel lui permet d'enchaîner les rôles secondaires de « dur à cuire » au cinéma. 2008 lui permet également de prêter sa voix au collecteur de rebuts Gha Nachkt dans deux épisodes de la première saison de la série d'animation Star Wars: The Clone Wars.
En 2010, il prête sa voix aux deux frères Stabbington dans le film d'animation Raiponce des studios Disney.

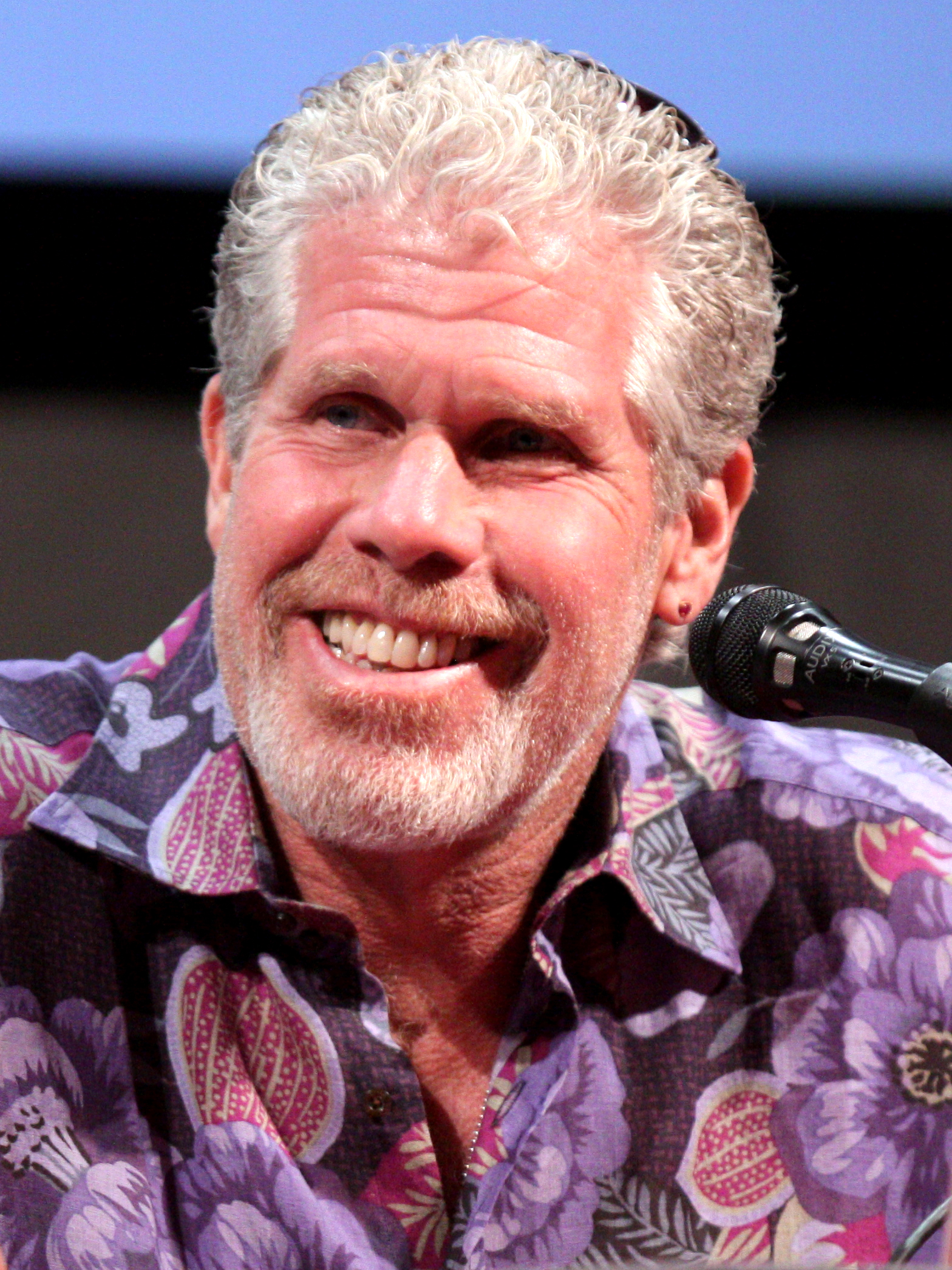
Au San Diego Comic-Con International, en juillet 2011.

En 2011, il joue aux côtés de Ryan Gosling et Bryan Cranston dans le film Drive, de Nicolas Winding Refn. Il incarne également le père de Conan le Barbare interprété par Jason Momoa dans Conan.
En 2012, il apparaît dans le fanfilm The Punisher: Dirty Laundry de Phil Joanou sorti en 2012, fausse suite sous forme de court métrage du film The Punisher de Jonathan Hensleigh sorti en 2004 dans lequel Thomas Jane reprend le personnage de comics Punisher.

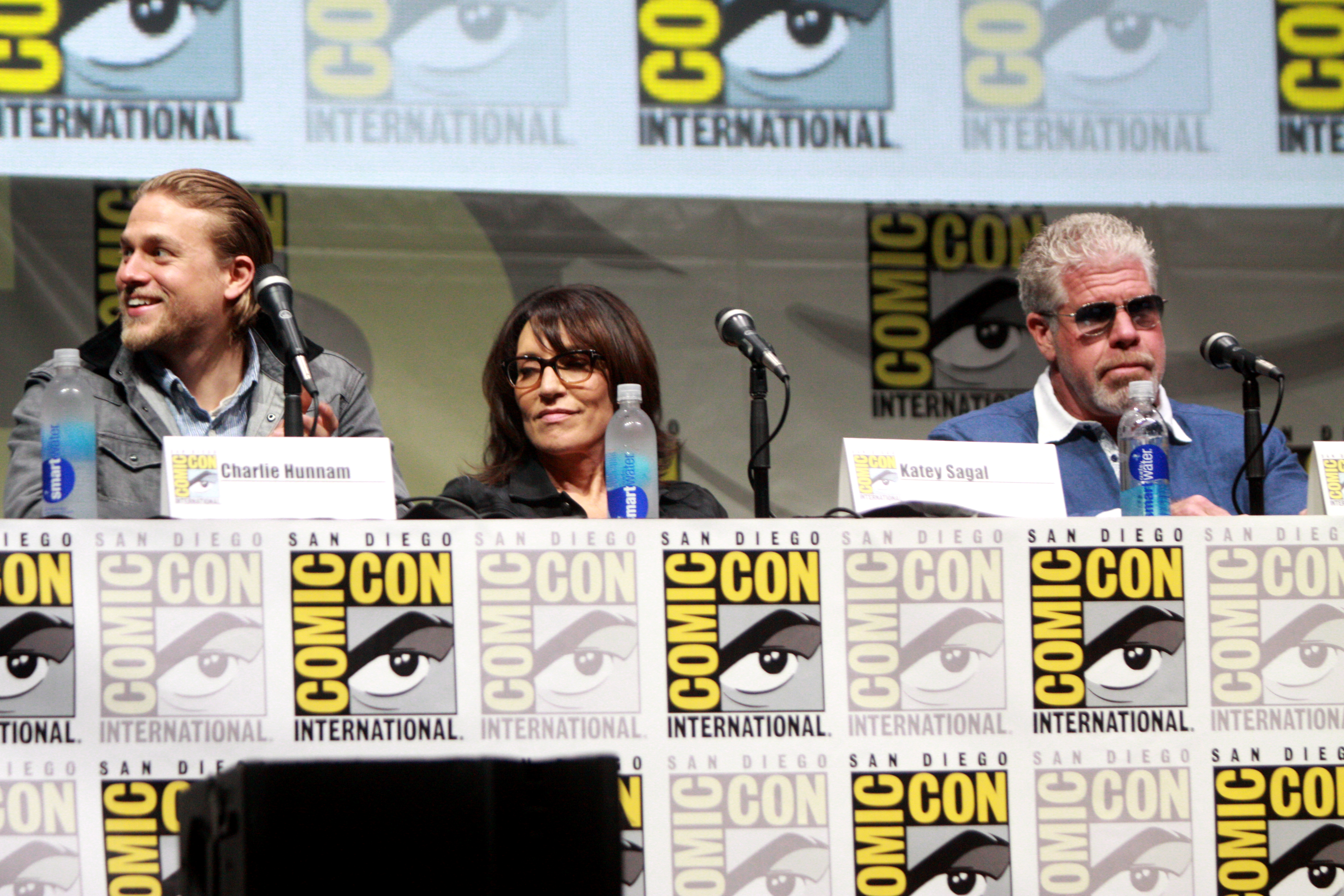
Avec Charlie Hunnam et Katey Sagal, ses partenaires de jeu de la série Sons of Anarchy, en 2013.

En 2013, il apparaît dans le blockbuster Pacific Rim de Guillermo del Toro. Il prête également sa voix au personnage de DC Comics Sinestro dans le dix-huitième épisode de la série d'animation Green Lantern et reprend le rôle de Deathstroke dans le film d'animation Justice League: The Flashpoint Paradox,.
En 2014, il lance sa société de production de films indépendants, Wing and a Prayer Picture. La même année, et jusqu'en 2017, il tient aux côtés de Dana Delany le rôle principal de la série télévisée, sous forme de thriller psychologique, Hand of God, diffusé par la plateforme Amazon on Demand. Dans ce « récit Shakespearien des temps modernes », il joue un juge corrompu ayant des visions et pense entendre Dieu. La série est annulée au bout de 2 saisons. Durant la promotion de la première saison, il répond au magazine Esquire quant à la place de la série dans sa carrière : « c'était l'un des moments forts[..]C'était l'une des œuvres les plus engageantes, les plus stimulantes et les plus sublimes sur lesquels j'ai jamais eu la chance de travailler et d'essayer de résoudre les tenants et les aboutissants »,. Il poursuit en parlant du créateur de la série, Ben Watkins : « il m'a emmené dans des endroits incroyablement personnels et incroyablement inconfortables, plus que tout autre personnage que j'ai jamais joué. Tout ce que j'ai toujours voulu retirer de mon rôle d'acteur est englobé dans cet exercice. »,. Il parle également de lui en 2017 dans une autre interview : « S'il n'est pas le plus grand scénariste que j'aie jamais rencontré dans ma vie, il est premier à égalité avec tous les autres »,.

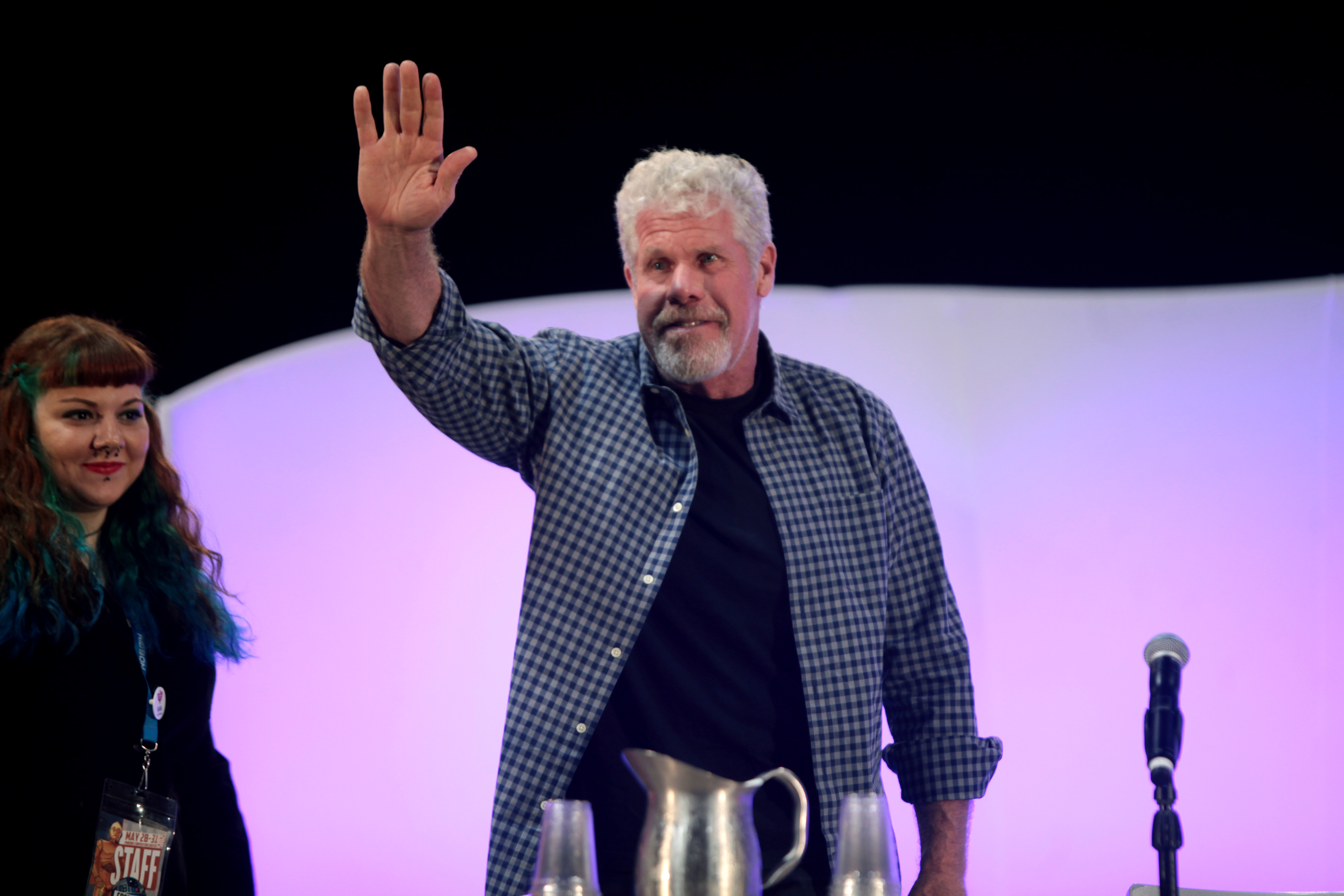
En 2015.

En 2015, il renoue une nouvelle fois avec la franchise Fallout avec le quatrième volet, mais cette fois-ci dans le rôle du présentateur télé annonçant l'explosion des missiles nucléaires, Ron Perlman narrant uniquement une des bandes annonces. Il tourne également de nouveau avec un cinéaste français, Antoine Bardou-Jacquet dans le film Moonwalkers. Cette comédie reprend la théorie conspirationniste liée à la mission Apollo 11, selon laquelle le réalisateur Stanley Kubrick aurait réalisé le faux alunissage des astronautes.
La même année, il apparaît aux côtés de l'actrice Heather Graham ainsi que des acteurs Jeff Goldblum et Neal McDonough, dans la carte Shadows of Evil du mode zombies du jeu vidéo Call of Duty: Black Ops III, douzième épisode de la franchise Call of Duty. Lors du interview, il mention ce rôle de boxeur : « quand j'étais un jeune acteur, tout ce que je voulais faire, c'était jouer un boxeur. Puis, quand j'ai atteint 50 ans, j'ai pensé que ce serait vraiment bien si je pouvais jouer le manager d'un boxeur. Et puis il y a quelques années, j'ai décidé que ce serait vraiment bien si je pouvais jouer le grand-père d'un boxeur. Et maintenant, grâce au miracle des effets spéciaux numériques et de la capture de mouvement, je joue un boxeur à 65 putains d'années ! C'est donc une sorte de rêve devenu réalité. ». L'année d'après, il incarne l'entraineur du boxeur Chuck Wepner dans le film Outsider de Philippe Falardeau.
Toujours en 2016, il incarne grâce à la technique de la capture de mouvement le gobelin Gnarlak dans le premier volet de la série de films Les Animaux fantastiques, œuvre sérielle dérivée des huit films Harry Potter. Le 16 juin 2016, il prête ses traits et sa voix au personnage jouable Rust disponible dans un contenu téléchargeable du jeu de braquages Payday 2.
La même année et jusqu'en 2017, il prête sa voix au troll Bular dans la série d'animation Chasseurs de trolls : Les Contes d'Arcadia, créée par Guillermo Del Toro et diffusée sur Netflix.
Il reçoit le prix « Machine du Temps » (Premio Màquina del Temps) pour sa carrière au Festival international du film de Catalogne 2018. De 2018 à 2019, il prête sa voix à John Goodspeed, le père du protagoniste de la série d'animation de science fiction Final Space. Il est également choisi pour être la voix d'Optimus Primal dans Power of the Primes (en), troisième arc de Transformers: Prime Wars Trilogy (en) d'après la franchise de jouets Transformers et apparaît dans sept épisodes de la mini-série La Vérité sur l'affaire Harry Quebert portée par Patrick Dempsey[réf. nécessaire].
En 2019, il apparaît dans la série The Capture. En 2020, il prête sa voix au protagoniste du jeu vidéo West of Dead.

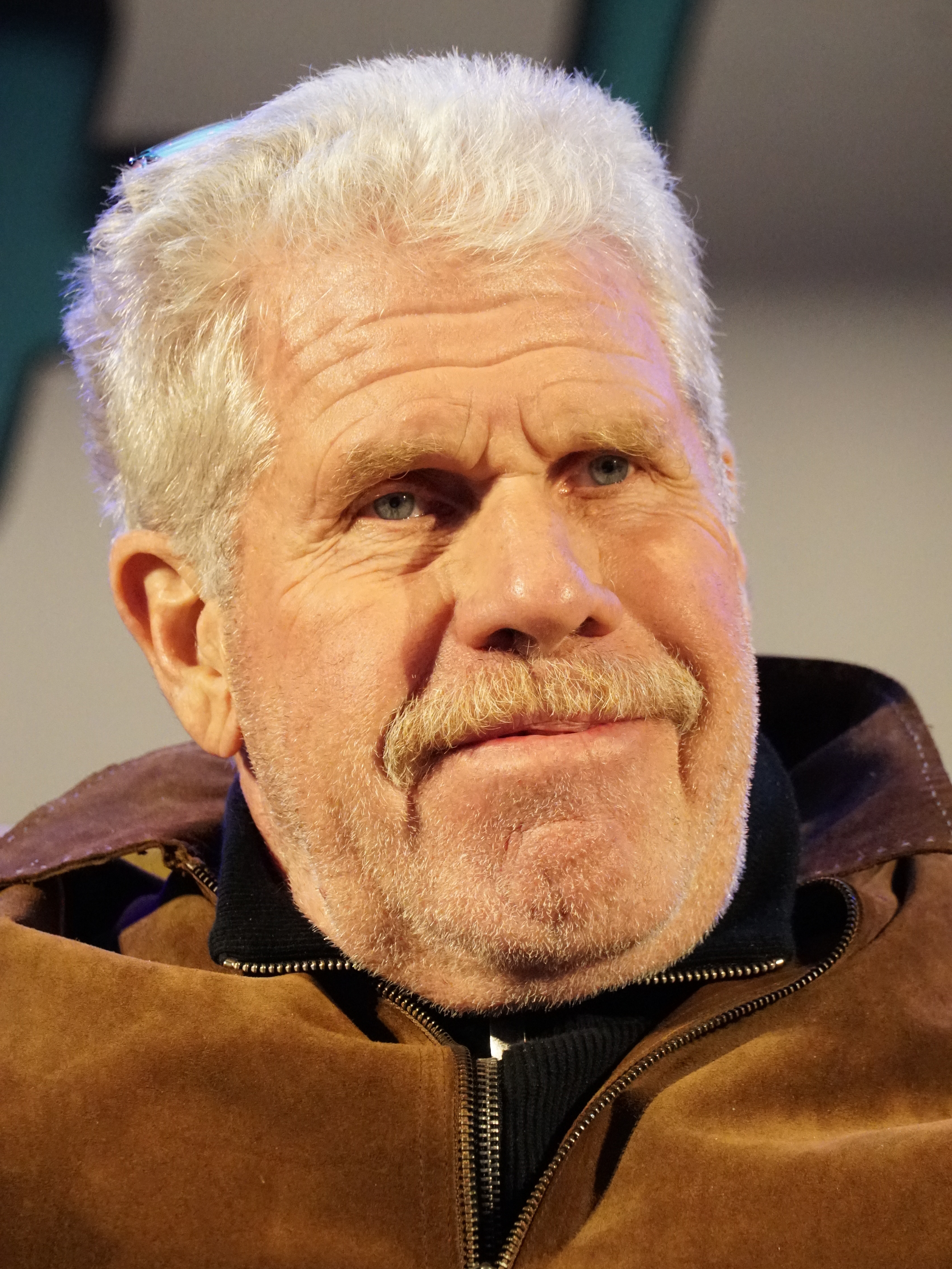
Au Comic-Con de Bruxelles, en mars 2022.

Fin 2021, il incarne Bruno, forain se faisant passer pour « l'homme le plus fort du monde », dans le film Nightmare Alley qui marque ses retrouvailles devant la caméra avec Guillermo del Toro. Il joue également un vétéran de la guerre dans le film satirique Don't Look Up d'Adam McKay.
En 2022, il tient le rôle du podestat dans le film d'animation en volume Pinocchio de Del Toro, dont la date de sortie est fixée en décembre. Il reprend également son rôle dans la deuxième saison de la série The Capture.
Après avoir fait une apparition vocale dans le pilote de la série, Perlman apparaît en mars 2023 dans le dernier épisode de la première saison de la comédie policière comique Poker Face, diffusée sur Peacock. Dans cette création de Rian Johnson, Perlman y joue le rôle du dirigeant de casino Sterling Frost Sr., le patron de Natasha Lyonne qui tient le rôle de principal. Il reprend également son rôle du Lich dans le dérivé Adventure Time: Fionna and Cake (en).
Le 2 Mai 2024, il côtoie Corin Nemec et Kelly Hu, dans le film d’action à succès Joe Baby.

### Vie privée
Ron Perlman se marie à Opal Perlman le 14 février 1981. Ils ont deux enfants, Blake Amanda Perlman, née en 1984 et Brandon Avery Perlman, connu comme producteur de musique sous le nom de Delroy Edwards, né en 1990.
Ron et Opal Perlman se séparent en mai 2019 et divorcent en octobre 2021.

## Filmographie
Sauf indication contraire, les informations mentionnées dans cette section peuvent être confirmées par la base de données cinématographiques IMDb,  présente dans la section « Liens externes ».

### Cinéma

#### Longs métrages
- 1981 : La Guerre du feu de Jean-Jacques Annaud : Amoukar
- 1984 : Les Guerriers des étoiles (The Ice Pirates) de Stewart Raffill : Zeno
- 1986 : Le Nom de la rose (Der Name der Rose) de Jean-Jacques Annaud : Salvatore
- 1992 : La Nuit déchirée (Sleepwalkers) de Mick Garris : Ira Soames
- 1993 : Les Aventures de Huckleberry Finn (The Adventures of Huck Finn) de Stephen Sommers : Pap' Finn
- 1993 : Cronos de Guillermo del Toro : Ángel de la Guardia
- 1993 : Romeo Is Bleeding de Peter Medak : l'avocat de Jack
- 1994 : Double Exposure de Claudia Hoover : John McClure
- 1994 : Le Profiler (When the Bough Breaks) de Michael Cohn : Dr Douglas Eben
- 1994 : Police Academy : Mission à Moscou (Police Academy: Mission to Moscow) d'Alan Metter : Konstantine Konali
- 1994 : Sensations (Sensation) de Brian Grant : l'inspecteur Pantella
- 1995 : La Cité des enfants perdus de Marc Caro et Jean-Pierre Jeunet : One
- 1995 : Fluke de Carlo Carlei : Sylvester
- 1995 : L'Ultime Souper (The Last Supper) de Stacy Title : Norman Arbuthnot
- 1996 : L'Île du docteur Moreau (The Island of Dr. Moreau) de John Frankenheimer : Sayer of the Law
- 1997 : Prince Vaillant (Prince Valiant) d'Anthony Hickox : Boltar
- 1997 : Tinseltown de Tony Spiridakis : Cliff
- 1997 : Alien, la résurrection (Alien Resurrection) de Jean-Pierre Jeunet : Johner
- 1997 : Betty de Richard Murphy : Donnie Shank
- 1998 : Frogs for Snakes de Amos Poe : Gascone
- 1998 : The Protector de Jack Gill : Dr Ramsey Krago
- 1998 : I Woke Up Early the Day I Died d'Aris Iliopulos : le gardien du cimetière
- 1999 : Happy, Texas de Mark Illsley : le marshall Nalhober
- 2000 : Price of Glory de Carlos Ávila : Nick Everson
- 2000 : The King's Guard de Jonathan Tydor : Lord Morton
- 2000 : Stroke de Rob Nilsson : Schumacher
- 2001 : Stalingrad (Enemy at the Gates) de Jean-Jacques Annaud : Koulikov
- 2001 : L'Ascenseur : Niveau 2 (Down) de Dick Maas : Mitchell
- 2001 : Night Class de Sheldon Wilson : Morgan
- 2002 : Blade 2 (Blade II) de Guillermo del Toro : Reinhardt
- 2002 : Crime and Punishment de Menahem Golan : Dusharo (scènes dcoupées)
- 2002 : Star Trek : Nemesis de Stuart Baird : le vice-roi Rémien
- 2002 : Shakedown de Brian Katkin : Christopher « St. Joy » Bellows (sorti directement en DVD)
- 2003 : Rats de Tibor Takács : Dr William Winslow
- 2003 : Absolon de David DeBartolomé : Murchison
- 2003 : Boys on the Run de Pol Cruchten : le capitaine
- 2003 : Hoodlum and Son de Ashley Way : « Ugly » Jim McCrae
- 2003 : Les Looney Tunes passent à l'action de Joe Dante : vice-président ACME à l'apprentissage
- 2004 : Comic Book: The Movie de Mark Hamill : Ron Perlman
- 2004 : Hellboy de Guillermo del Toro : Hellboy
- 2004 : Quiet Kill de Mark Jones : le sergent Perry
- 2005 : The Second Front de Dmitriy Fiks : le général von Binding
- 2005 : Missing in America de Gabrielle Savage Dockterman : Red
- 2006 : Local Color de George Gallo : Curtis Sunday
- 2006 : How to Go Out on a Date in Queens de Michelle Danner : Vito
- 2006 : The Last Winter de Larry Fessenden : Ed Pollack
- 2006 : Five Girls de Warren P. Sonoda : le père Drake
- 2007 : King Rising, au nom du roi (In the Name of the King: A Dungeon Siege Tale) d'Uwe Boll : Norick
- 2008 : Les Chroniques de Spiderwick de Mark Waters : Red Cap (voix, non crédité)
- 2008 : Uncross the Stars de Kenny Golde : Bobby
- 2008 : Hellboy II : Les Légions d'or maudites (Hellboy II: The Golden Army) de Guillermo del Toro : Hellboy
- 2008 : Outlander : Le Dernier Viking (Outlander) d'Howard Mc Cain : Gunnar
- 2008 : The Mutant Chronicles (Mutant Chronicles) de Simon Hunter : frère Samuel
- 2008 : I Sell the Dead de Glenn McQuaid (en) : le père Duffy
- 2009 : The Devil's Tomb de Jason Connery : Wesley
- 2009 : The Job de Shem Bitterman : Jim
- 2009 : Dark Country de Thomas Jane : l'adjoint Thompson
- 2010 : Killer by Nature de Douglas S. Younglove : Dr Julian
- 2010 : Acts of Violence de Il Lim : le prêtre Bill
- 2010 : Bunraku de Guy Moshe : Nicola
- 2011 : Le Dernier des Templiers (Season of the Witch) de Dominic Sena : Felson
- 2011 : Drive de Nicolas Winding Refn : Nino
- 2011 : Conan de Marcus Nispel : Corin
- 2012 : Le Roi Scorpion 3 : L'Œil des dieux (The Scorpion King 3: Battle for Redemption) de Roel Reiné : Horus
- 2012 : Frankie Go Boom de Jordan Roberts : Phyllis
- 2012 : Bad Ass de Craig Moss : le maire Williams
- 2012 : Crave de Charles de Lauzirika : Pete
- 2013 : Pacific Rim de Guillermo del Toro : Hannibal Chau
- 2013 : Percy Jackson : La Mer des monstres (Percy Jackson: Sea of Monsters) de Thor Freudenthal : Polyphème (voix uniquement)
- 2014 : The Virginian de Thomas Makowski : le juge Henry
- 2014 : Tbilisi, I Love You de Nick Agiashvili, Irakli Chkhikvadze et 5 autres réalisateurs
- 2014 : 13 Sins de Daniel Stamm : le lieutenant Chilcoat
- 2014 : Before I Disappear de Shawn Christensen : Bill
- 2014 : Kid Cannabis de John Stockwell : Barry Lerner
- 2014 : Skin Trade d'Ekachai Uekrongtham : Viktor Popovic
- 2014 : Poker Night de Greg Francis : Calabrese
- 2015 : Desiree de Ross Clarke : Anslinger
- 2015 : Moonwalkers d'Antoine Bardou-Jacquet : Tom Kidman
- 2015 : Stonewall de Roland Emmerich : Ed Murphy
- 2016 : Outsider (Chuck) de Philippe Falardeau : Al Braverman
- 2016 : Les Animaux Fantastiques de David Yates : Gnarlack
- 2017 : Sergio and Sergei d'Ernesto Daranas : Peter
- 2017 : Pottersville de Seth Henrikson : le shérif Jack
- 2018 : The Escape of Prisoner 614 de Zach Golden : le shérif
- 2018 : Asher de Michael Caton-Jones : Asher
- 2019 : Hell on the Border de Wes Miller : Charlie Storm
- 2020 : The Big Ugly de Scott Wiper : Preston
- 2020 : Monster Hunter de Paul W. S. Anderson : l'amiral
- 2021 : Nightmare Alley de Guillermo del Toro : Bruno
- 2021 : The Last Victim de Naveen Chathapuram : Sheriff Hickey
- 2021 : Don't Look Up : Déni cosmique (Don't Look Up) d'Adam McKay : le colonel Ben Drask
- 2022 : There Are No Saints d'Alfonso Pineda Ulloa : Sans
- 2023 : Transformers: Rise of the Beasts : Optimus Primal (voix)
- 2023 : Une retraite d'enfer (The Retirement Plan) de Tim Brown : Bobo
- 2024 : The Instigators de Doug Liman : Miccelli
- 2024 : Absolution de Hans Petter Moland : Charlie Conner
- 2024 : Day of the Fight de Jack Huston : Stevie

#### Courts métrages
- 2003 : Two Soldiers d'Aaron Schneider : le colonel McKellog
- 2006 : N°6 de Robin Larsen : l'homme au chapeau
- 2007 : Hellboy Animated: Iron Shoes de Victor Cook : Hellboy
- 2010 : Sons of Anarchy: The Moral Code of Sons of Anarchy : Clay Morrow
- 2010 : Sons of Anarchy: Happy Ending Roundtable de James Qutami : Clay Morrow
- 2012 : The Punisher: Dirty Laundry de Phil Joanou : Big Mike
- 2014 : Elwood de Louis Mandylor : Louie la mâchoire
- 2017 : Jay-Z: Legacy de Jeymes Samuel : M. Carter

#### Films d'animation
- 1998 : Fievel et le Trésor perdu (An American Tail: The Treasure of Manhattan Island) de Larry Latham (en) : Grasping
- 2000 : Titan A.E. de Don Bluth et Gary Goldman : le professeur Sam Tucker
- 2005 : Tarzan 2 : L'Enfance d'un héros (Tarzan II: The Legend Begins) de Brian Smith : Kago
- 2005 : Scooby-Doo au pays des pharaons (Scooby Doo! in Where's My Mummy?) de Joe Sichta : Hotep / l'ancien no 2
- 2006 : Scooby-Doo et le Triangle des Bermudes (Scooby-Doo! Pirates Ahoy!) de Chuck Sheetz : le capitaine Skunkbeard / Biff Wellington
- 2007 : Battle for Terra d'Aristomenis Tsirbas : Elder Vorin
- 2008 : Espíritu del bosque de David Rubin : Oak (voix anglaise)
- 2010 : Raiponce (Tangled) de Nathan Greno et Byron Howard : les frères Stabbington
- 2010 : The Legend of Secret Pass de Steve Trenbirth : Parker
- 2013 : La Ligue des justiciers : Le Paradoxe Flashpoint (Justice League: The Flashpoint Paradox) de Jay Oliva : Deathstroke / Slade Wilson
- 2014 : La Légende de Manolo (The Book of Life) de Jorge R. Gutiérrez : Xibalba
- 2017 : Howard Lovecraft and the Undersea Kingdom de Sean Patrick O'Reilly : Shoggoth
- 2018 : Robodog de Donovan Cook : Marshall
- 2018 : The Steam Engines of Oz de Donovan Cook : Magnus
- 2022 : Pinocchio de Guillermo del Toro et Mark Gustafson : le podestat

### Télévision

#### Téléfilms
- 1988 : Un autre monde (A Stoning in Fulham County) de Larry Elikann : Jacob Shuler
- 1992 : Blind Man's Bluff de James Quinn : Frank Cerrillo
- 1993 : Arly Hanks d'Arlene Sanford : Jim-Bob Buchanan
- 1994 : The Cisco Kid (en) de Luis Valdez : le lieutenant-colonel Delacroix
- 1995 : Original Sins de Jan Egleson : Chas Bradley
- 1995 : Tiny Toons' Night Ghoulery de Rich Arons et 3 autres réalisateurs : M. Scratch (animation)
- 1995 : Mr. Stitch : Le voleur d'âmes de Roger Avary : Dr Frederick Texarian
- 1995 : Les Aventures de Captain Zoom (The Adventures of Captain Zoom in Outer Space) de Max Tash : Lord Vox de Vestron
- 1997 : La Seconde Guerre de Sécession (The Second Civil War) de Joe Dante : Alan Manieski
- 1998 : A Town Has Turned to Dust de Rob Nilsson : Jerry Paul
- 1998 : Houdini de Pen Densham : l'agent de réservation
- 1999 : Sanction fatale (Supreme Sanction) de John Terlesky : le directeur de la section Alpha
- 1999 : L'Attaque des primates (Monster Island) de Nelson McCormick : Frank Brodie
- 2000 : Opération Sandman (Operation Sandman) de Nelson McCormick : Dr Harlan Jessup
- 2000 : Mon ami Sam (The Trial of Old Drum) de Sean McNamara : Charles Burden, Sr.
- 2006 : Welcome to Wackamo de John McIntyre : Max (animation, voix)
- 2006 : Désolation (Desperation) de Mick Garris : Collin Entragian
- 2006 : Take 3 de Georgette Hayden : lui-même
- 2006 : Hellboy : Le Sabre des tempêtes (Hellboy Animated: Sword of Storms) : Hellboy (animation, voix)
- 2007 : Hellboy : De sang et de fer (Hellboy Animated: Blood and Iron) : Hellboy (animation, voix)

#### Séries télévisées
- 1979 : Ryan's Hope : Dr Bernie Marx (2 épisodes)
- 1985 : L'Homme qui tombe à pic (The Fall Guy) : le gangster (saison 4, épisode 21)
- 1985 : MacGruder et Loud (MacGruder and Loud) : l'avocat (saison 1, épisode 12)
- 1985 : Our Family Honor : Bausch (saison 1, épisode 1)
- 1986 : Insiders (The Insiders) : rôle inconnu (saison 1, épisode 12)
- 1986 : Deux flics à Miami (Miami Vice) : John Ruger (saison 3, épisode 4)
- 1987-1990 : La Belle et la Bête (Beauty and the Beast) : Vincent (55 épisodes)
- 1993 : Le Retour des Incorruptibles (The Untouchables) : Snake (saison 2, épisode 3[n 7])
- 1995 : Picture Windows : Gambler (saison 1, épisode 1)
- 1996 : Highlander : le Messager / le faux Methos (saison 5, épisode 9)
- 1997 : Tracey Takes On... : Stuart (saison 2, épisode 5)
- 1997 : Expériences interdites (Perversions of Science) : 40132 (saison 1, épisode 4)
- 1998 : Au-delà du réel : L'aventure continue (The Outer Limits) : le lieutenant-colonel Brandon Grace (saison 4, épisode 25)
- 1998-2000 : Les Sept Mercenaires (The Magnificent Seven) : Josiah Sanchez (22 épisodes)
- 1999 : Associées pour la loi (Family Law) : Roy (saison 1, épisode 5)
- 2001 : Charmed : M. Kellman (saison 3, épisode 12)
- 2001 : The Tick : Fiery Balze (saison 1, épisode 3)
- 2006 : Les Maîtres de l'horreur (Masters of Horror) : Dwayne Burcell (saison 2, épisode 5 : Piégée à l'intérieur)
- 2008-2013 : Sons of Anarchy : Clarence « Clay » Morrow (79 épisodes)
- 2011 : Pretend Time : Billy Blake (saison 2, épisode 6)
- 2014-2017 : Hand of God : Pernell Harris (20 épisodes)
- 2015 : Blacklist : Luther Braxton (saison 2, épisodes 9 et 10)
- 2016 : Maron : Mel (2 épisodes)
- 2017-2018 : StartUp : Wes Chandler (20 épisodes)
- 2018 : La Vérité sur l'affaire Harry Quebert (The Truth About the Harry Quebert Affair) : Roy (mini-série, 10 épisodes)
- 2019 : Reprisal : Big Graham (3 épisodes)
- depuis 2019 : The Capture : Frank Napier (10 épisodes)
- 2023 : Poker Face : Sterling Frost Sr. (saison 1, épisodes 1 et 10)
- 2024 : Mr. et Mrs. Smith (Mr. & Mrs. Smith) : Toby Hellinger

#### Séries d'animation
- 1991-1993 : La Légende de Prince Vaillant (The Legend of Prince Valiant) : le roi Ian, le père de Toby, Cyril, le roi Olaf et Raymond de Longport (8 épisodes)
- 1992-1993 : Batman, la série animée (Batman: The Animated Series) : Matt Hagen / Gueule d'Argile et Driller (4 épisodes)
- 1993 : Bonkers : le sergent Francis Q. Grating (17 épisodes)
- 1993 : Animaniacs : Satan / Charon (saison 1, épisode 30) et le sergent Sweetie (saison 1, épisode 37)
- 1994 : Aladdin : Arbutus (saison 1, épisode 8)
- 1994 : Mighty Max : Goar (saison 2, épisode 12)
- 1994 : La Petite Sirène : Apollo (saison 3, épisode 4)
- 1994-1995 : Fantôme 2040 (Phantom 2040) : Graft (22 épisodes)
- 1994-1995 : Les Quatre Fantastiques (Fantastic Four) : The Wizard (saison 2, épisode 2) et Dr Bruce Banner / Hulk (saison 2, épisode 9)
- 1996 : Iron Man : Dr Bruce Banner / Hulk(saison 2, épisode 11)
- 1996 : Duckman (Duckman: Private Dick/Family Man) : Roland Thompson (saison 3, épisode 15)
- 1996 : Wing Commander Academy : Damon Karnes (3 épisodes)
- 1996 : Mortal Kombat : Les Gardiens du royaume (Mortal Kombat: Defenders of the Realm) : Kurtis Stryker (13 épisodes)
- 1996 : Skwids : Braggell (épisode inconnu)
- 1996 et 1998 : Hé Arnold ! (Hé Arnold!) : Mickey Kaline et l'homme en Hot Dog (2 épisodes)
- 1997-1998 : Les Nouvelles Aventures de Batman (The New Batman Adventures) : Matt Hagen / Gueule d'Argile, Mo et voix additionnelles (2 épisodes)
- 1997-1999 : Superman, l'Ange de Metropolis (Superman: The Animated Series) : Jax-Ur (3 épisodes)
- 1998 : Godzilla, la série (Godzilla: The Series) : l'alien Leviathan / le capitaine du bateau (saison 1, épisode 8)
- 1999 : Men in Black (Men in Black: The Series) : rôle inconnu(saison 3, épisode 3)
- 2000 : La Famille Delajungle (The Wild Thornberrys) : le cheval sauvage (saison 3, épisode 3)
- 2000 : Jackie Chan (Jackie Chan Adventures) : Karl Nivor (saison 1, épisode 5)
- 2000 : Les Aventures de Buzz l'Éclair (Buzz Lightyear of Star Command) : Leader (saison 1, épisode 35)
- 2001 : La Légende de Tarzan (The Legend of Tarzan) : le colonel Nikolas Rokoff (saison 1, épisode 26)
- 2003 : Static Choc (Static Shock) : Heavyman / Dr Koenig (saison 3, épisode 12)
- 2003-2006 : Teen Titans : Les Jeunes Titans (Teen Titans) : Slade (17 épisodes)
- 2003-2006 : La Ligue des justiciers (Justice League of America) : Orion, Gueule d'argile / Matt Hagen et le superviseur du labo (5 épisodes)
- 2004-2007 : Danny Fantôme (Danny Phantom) : le vice-principal Lancer (24 épisodes)
- 2005 : Quoi d'neuf Scooby-Doo ? (What's New Scooby-Doo?) : Joe, Frozen Fiend et l'inspecteur russe (saison 3, épisode 7)
- 2005-2008 : Batman (The Batman) : Killer Croc, Bane et Rumeur (4 épisodes)
- 2007 : Afro Samurai : Justice (voix anglaise - 2 épisodes)
- 2007 : Kim Possible : Warhawk (2 épisodes)
- 2007 : Avatar, le dernier maître de l'air (Avatar: The Last Airbender) : Sozin et voix additionnelles (saison 3, épisode 6)
- 2008 : Star Wars: The Clone Wars : Gha Nachkt (2 épisodes)
- 2008-2010 : Chowder : Arbor et l'Homme (3 épisodes)
- 2009 : Robot Chicken : Handy Ball et Tony Stark (saison 4, épisode 5)
- 2010 : Batman : L'Alliance des héros  (Batman: The Brave and the Bold) : Double X / Dr Ecks (saison 2, épisode 8)
- 2010 et 2014 : Archer : Ramon Limon (2 épisodes)
- 2011-2012 : American Dad! : Monster Hunter (saison 6, épisode 14) et Colonel (saison 7, épisode 13)
- 2011-2017 : Adventure Time avec Finn et Jake (Adventure Time with Finn and Jake) : The Lich (10 épisodes)
- 2012 : New Teen Titans : Slade et Alfred Pennyworth (3 épisodes)
- 2013 : Green Lantern (Green Lantern: The Animated Series) : Sinestro (saison 1, épisode 18)
- 2013 : Peter Panzerfaust : le capitaine Haken (saison 1, épisode 1)
- 2013 : Teen Titans Go! : Slade (saison 3, épisode 53)
- 2015 : SuperMansion : Blazar (2 épisodes)
- 2015-2016 : Les Tortues Ninja (Teenage Mutant Ninja Turtles) : Armaggon (3 épisodes)
- 2016-2017 : Chasseurs de trolls (Trollhunters) : Bular (12 épisodes)
- 2017-2019 : Raiponce, la série (Tangled: The Series) : les frères Stabbington (3 épisodes)
- 2018-2019 : Final Space : John Goodspeed (6 épisodes)
- 2018 : Transformers: Power of the Primes (en) : Optimus Primal (mini-série)
- 2021 : Adventure Time: Distant Lands (en) : The Lich (saison 1, épisode 3)
- 2023 : Adventure Time: Fionna and Cake (en) : The Lich  (épisodes 8 et 9)

## Ludographie
- 1995 : Chronomaster : Rene Korda
- 1997 : Fallout : le narrateur et Butch Harris
- 1998 : Fallout 2 : le narrateur
- 2001 : Fallout Tactics : le narrateur
- 2001 : Icewind Dale: Heart of Winter : Wylfdene
- 2003 : Batman: Rise of Sin Tzu : Gueule d'argile
- 2003 : Lords of EverQuest : Lord Skass
- 2003 : True Crime: Streets of LA : Misha
- 2004 : Halo 2 : l'Amiral de la Flotte Lord Terrence Hood (personnage basé sur les traits faciaux de Ron Perlman)
- 2004 : The Chronicles of Riddick: Escape from Butcher Bay : Jagger Valance
- 2005 : Gun : Hoodoo Brown
- 2005 : Teen Titans : Slade
- 2005 : The Incredible Hulk: Ultimate Destruction : Emil Blonsky / l'Abomination
- 2005 : NARC :
- 2006 : Héros de la Ligue des justiciers (Justice League Heroes) : Batman
- 2006 : The Outfit : Tommy Mac
- 2007 : Halo 3 : l'Amiral de la Flotte Lord Terrence Hood (personnage basé sur les traits faciaux de Ron Perlman)
- 2007 : Conan : Conan le Barbare
- 2008 : Fallout 3 : le narrateur
- 2008 : Hellboy: The Science of Evil : Hellboy
- 2008 : Turok : Slade
- 2009 : Afro Samurai : Justice
- 2010 : Fallout: New Vegas : le narrateur
- 2010 : Tangled: The Video Game (en) : les frères Stabbington
- 2013 : Payday 2 : Rust
- 2014 : Family Guy : À la recherche des trucs (Family Guy: The Quest for Stuff) : Ron Perlman[n 8] (personnage événementiel et déblocable)
- 2015 : Lego Dimensions : Gnarlack et The Lich
- 2015 : Call of Duty: Black Ops III : Campbell, the Boxer
- 2015 : Fallout 4 : le présentateur télé
- 2018 : Fallout 76 : l'orateur
- 2020 : West of Dead : William Mason

 Note : Traditionnellement, c'est également Ron Perlman qui prononce la fameuse phrase « War. War never changes. » à l'ouverture de chaque jeu de la saga Fallout.

## Production (Wing and a Prayer Pictures)
- 2018 : Asher

## Distinctions

### Récompenses
- Golden Apple Awards 1988 : Lauréat du Prix de la découverte masculine de l'année.
- 1988 : Viewers for Quality Television Awards du meilleur acteur pour La Belle et la Bête.
- 1989 : Viewers for Quality Television Awards du meilleur acteur pour La Belle et la Bête.
- Golden Globes 1989 : Meilleur acteur dans une série dramatique pour La Belle et la Bête.
- 2009 : Fangoria Chainsaw Awards du meilleur acteur pour Hellboy II : Les Légions d'or maudites.

### Nominations
- Prix Génie 1983 : Meilleur acteur pour La Guerre du feu.
- Primetime Emmy Awards 1988 : Meilleur acteur dans une série télévisée dramatique pour La Belle et la Bête.
- Primetime Emmy Awards 1989 : Meilleur acteur dans une série télévisée dramatique pour La Belle et la Bête.
- 2005 : Fangoria Chainsaw Awards du meilleur acteur pour Hellboy.
- 2007 : Gotham Independent Film Awards de la meilleure distribution pour The Last Winter partagé avec Connie Britton, Kevin Corrigan, Zach Gilford et James LeGros.
- 2009 : MTV Movie & TV Awards du meilleur combat dans un film fantastique pour Hellboy II : Les Légions d'or maudites partagé avec Luke Goss.
- 2021 : Gold Derby Awards de la meilleure distribution pour Don't Look Up : Déni cosmique partagé avec Cate Blanchett, Timothée Chalamet, Leonardo DiCaprio, Ariana Grande, Jonah Hill, Jennifer Lawrence, Melanie Lynskey, Kid Cudi, Rob Morgan, Himesh Patel, Tyler Perry, Mark Rylance et Meryl Streep.
- Screen Actors Guild Awards 2021 : Meilleure distribution  pour Don't Look Up : Déni cosmique
- 2022 : Hollywood Critics Association Awards de la meilleure distribution pour Don't Look Up : Déni cosmique

## Voix francophones
En version française, Ron Perlman est entre 1984 et 1993, doublé à titre exceptionnel par Serge Sauvion  dans Les Guerriers des étoiles, Gilbert Lévy dans L'Homme qui tombe à pic, Patrice Baudrier dans Cronos et Patrick Floersheim dans Romeo Is Bleeding. Pascal Renwick devient par la suite sa première voix régulière, le doublant entre 1987 et 2003 dans La Belle et la Bête, Le Retour des Incorruptibles, Police Academy : Mission à Moscou, The Second Civil War et Les Looney Tunes passent à l'action. En parallèle, il est doublé à titre exceptionnel par Denis Savignat dans L'Île du docteur Moreau, Gérard Rinaldi  dans Au-delà du réel : L'aventure continue, Bernard-Pierre Donnadieu  dans Alien, la résurrection et Luc Florian dans Stalingrad.
Le doublant notamment entre 1998 et 2000 dans Les Sept Mercenaires, Marc Alfos, devient au cours des années 2000 sa voix la plus régulière, le doublant notamment dans King Rising, au nom du roi, Bunraku, Le Dernier des Templiers Conan, Bad Ass ou encore Le Roi Scorpion 3 : L'Œil des dieux. En parallèle, il est notamment doublé par  François Siener dans Star Trek : Nemesis, Absolon et Les Maîtres de l'horreur ainsi que par Jacques Frantz,, dans La Nuit déchirée, Hellboy et sa suite. Bernard Bollet le double dans Drive.
Mort en 2012, Marc Alfos est remplacé au cours de la série Sons of Anarchy par Emmanuel Jacomy. Le doublage de Ron Perlman est depuis alterné entre Michel Vigné et Sylvain Lemarié qui l'ont doublé dans quelques films dans les années 1990 et 2000,. Le premier est sa voix la plus régulière, le doublant dans Hand of God, Blacklist, Outsider, Don't Look Up et Nightmare Alley. Quant au second qui l'avait notamment doublé dans Blade 2 et Outlander : Le Dernier Viking, il le retrouve dans Pacific Rim, Moonwalkers et Monster Hunter. En parallèle, Jacques Frantz le retrouve dans 13 Sins et La Vérité sur l'affaire Harry Quebert, de même pour Emmanuel Jacomy dans StartUp et Poker Face. José Luccioni et Féodor Atkine le doublent aussi respectivement dans The Big Ugly et Mr. et Mrs. Smith tout comme Philippe Résimont dans The Baker (en), Frédéric Souterelle dans The Instigators et Benoît van Dorslaer dans Absolution.
En version québécoise, il est principalement doublé par Yves Corbeil qui est sa voix dans Blade 2, les films Hellboy, Le Roi Scorpion 3 : La Délivrance, Rives du Pacifique, Les Animaux fantastiques ou encore Monster Hunter.
Quant à Denis Mercier, il le double à cinq reprises dans Happy, Texas, Le Dernier Hiver, La Sorcière noire, Conan le Barbare et Sang froid. Il est également doublé à titre exceptionnel par Hubert Gagnon dans Les somnanbules, Jean-Marie Moncelet dans Fluke, Yves Massicotte dans L'Île du docteur Moreau et Daniel Picard dans Titan après la Terre.